# جيبوتي (مدينة)
جيبوتي عاصمة جمهورية جيبوتي السياسية والاقتصادية ومركز البلاد من كل النواحي. وتقع على ضفاف المنطقة الشرقية من خليج تاجورة.

## الجغرافيا

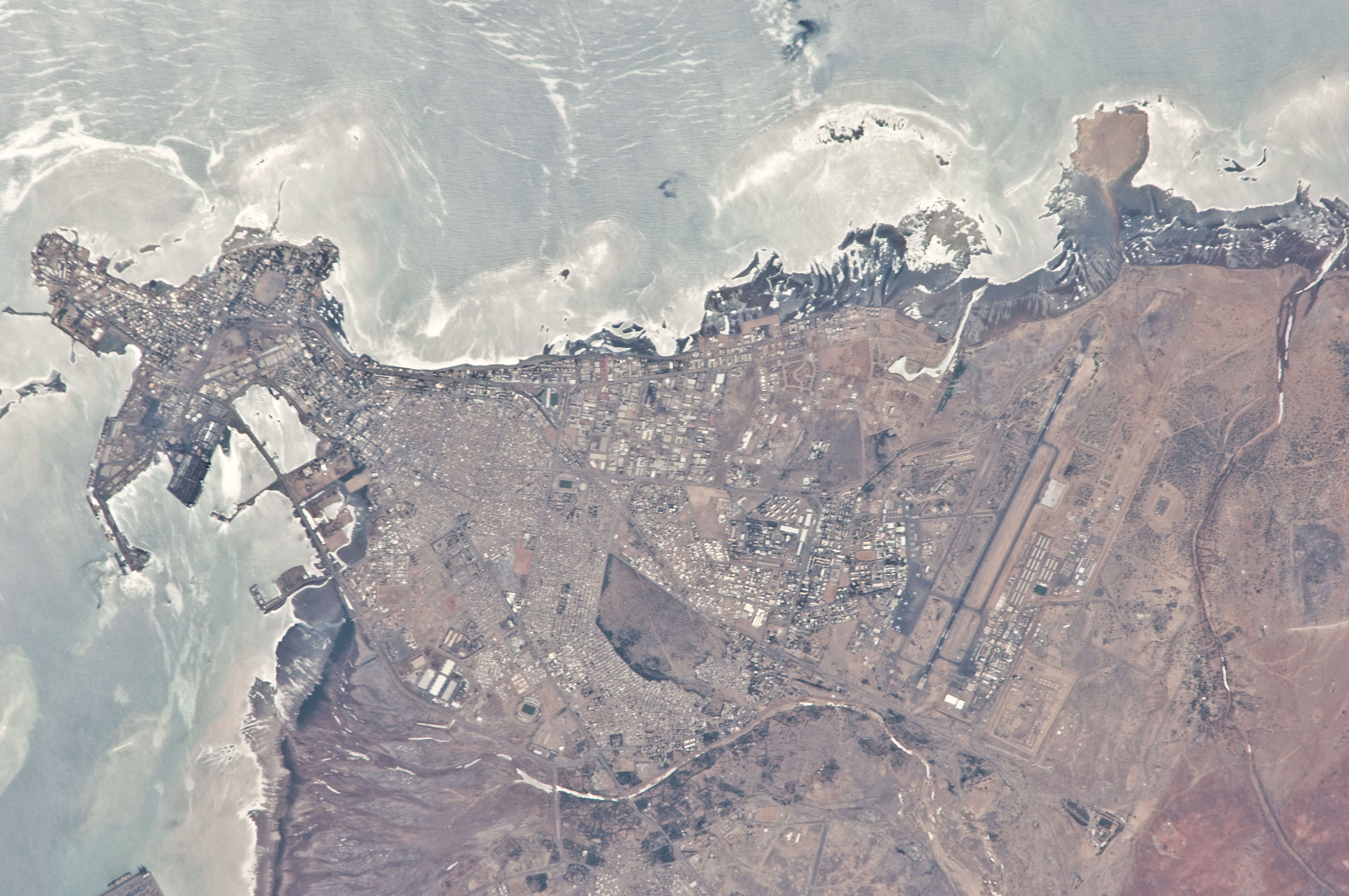
صورة بالأقمار الصناعية لمدينة جيبوتي

## الاقتصاد

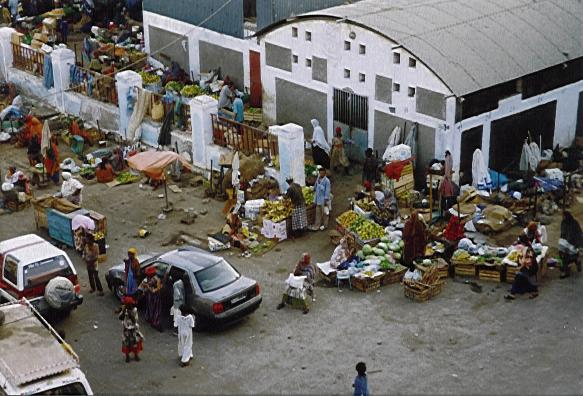
سوق تجاري بوسط العاصمة

## الميناء

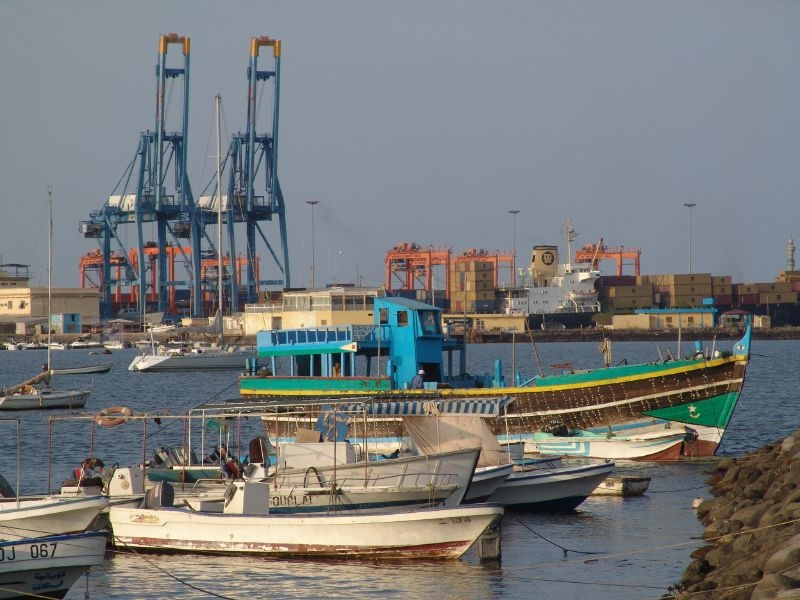
ميناء جيبوتي

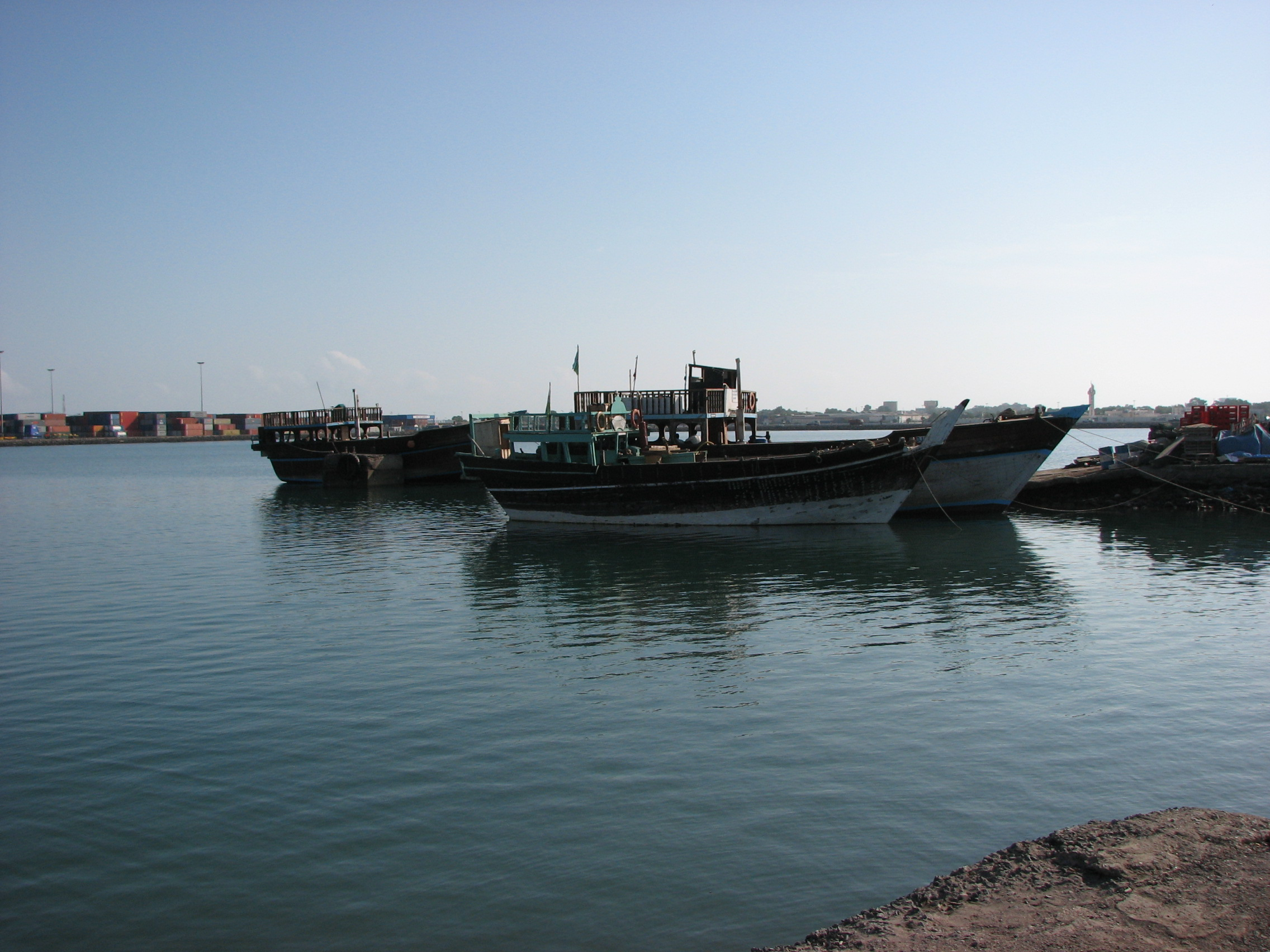
جانب من الميناء

ميناء جيبوتي أحد أهم موانئ المنطقة لوقوعه على ممر ملاحي حيوي وهو خليج عدن.

## الأحياء

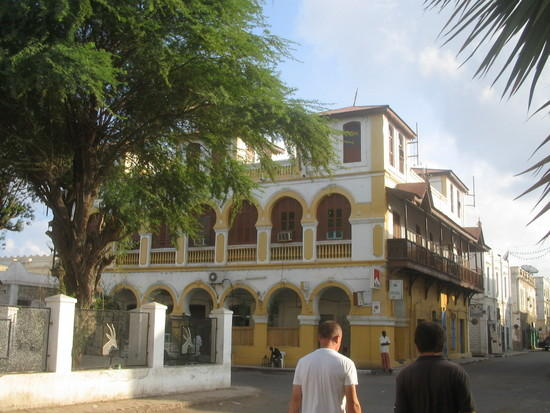
الحي الأوروبي
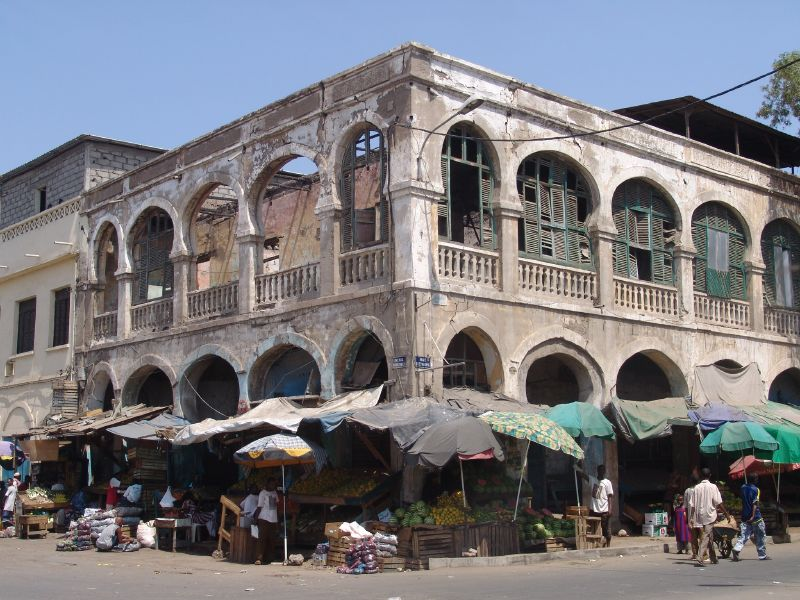
بناء قديم بوسط البلد
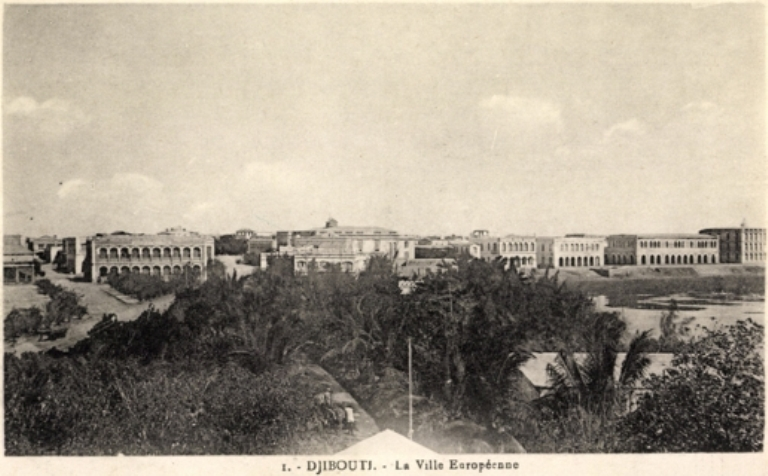
صورة تاريخية للحي الأوروبي

## بلبلة

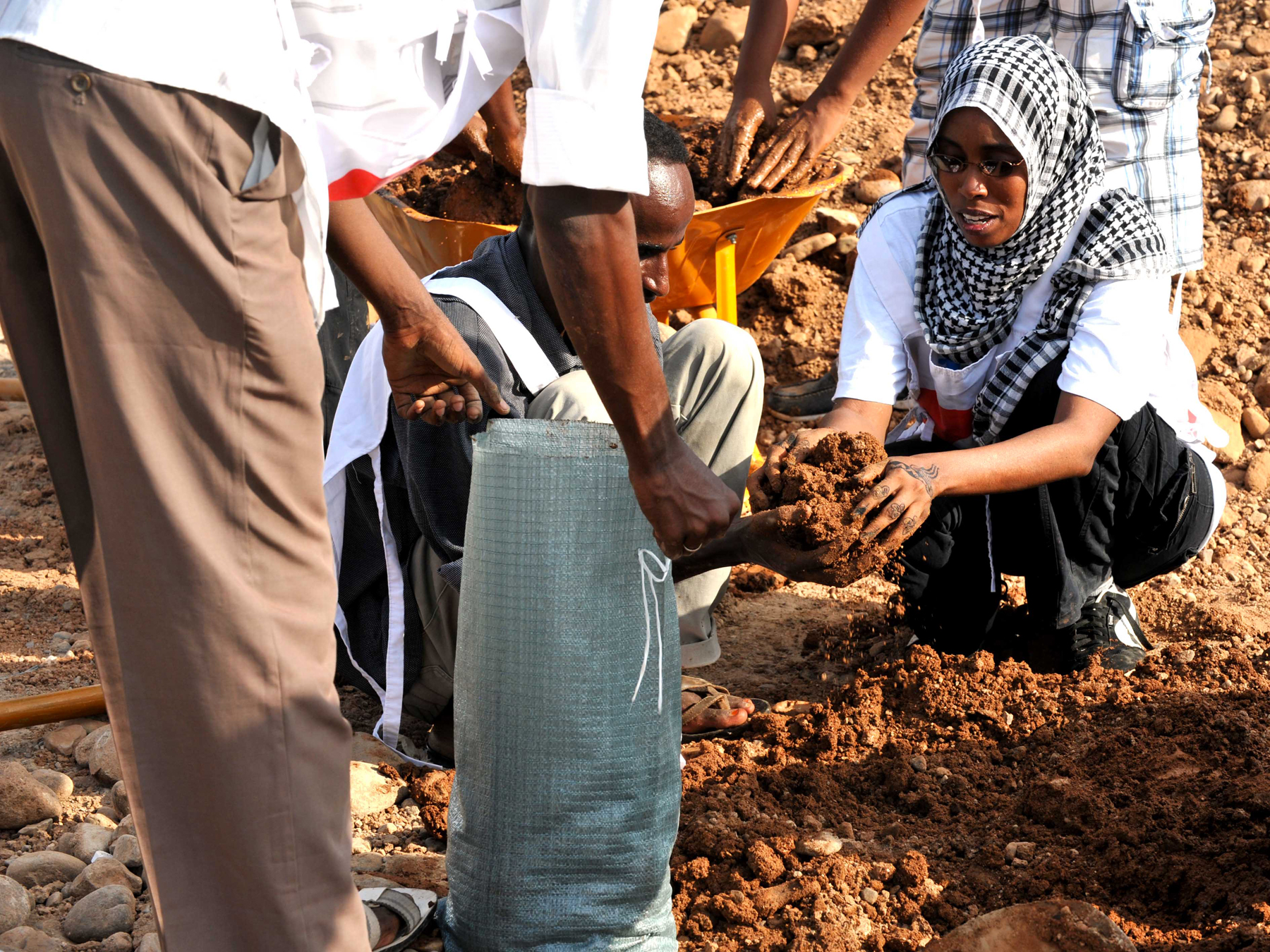
مشروع بناء مستدام بمنطقة «بلبلة»

## السكان

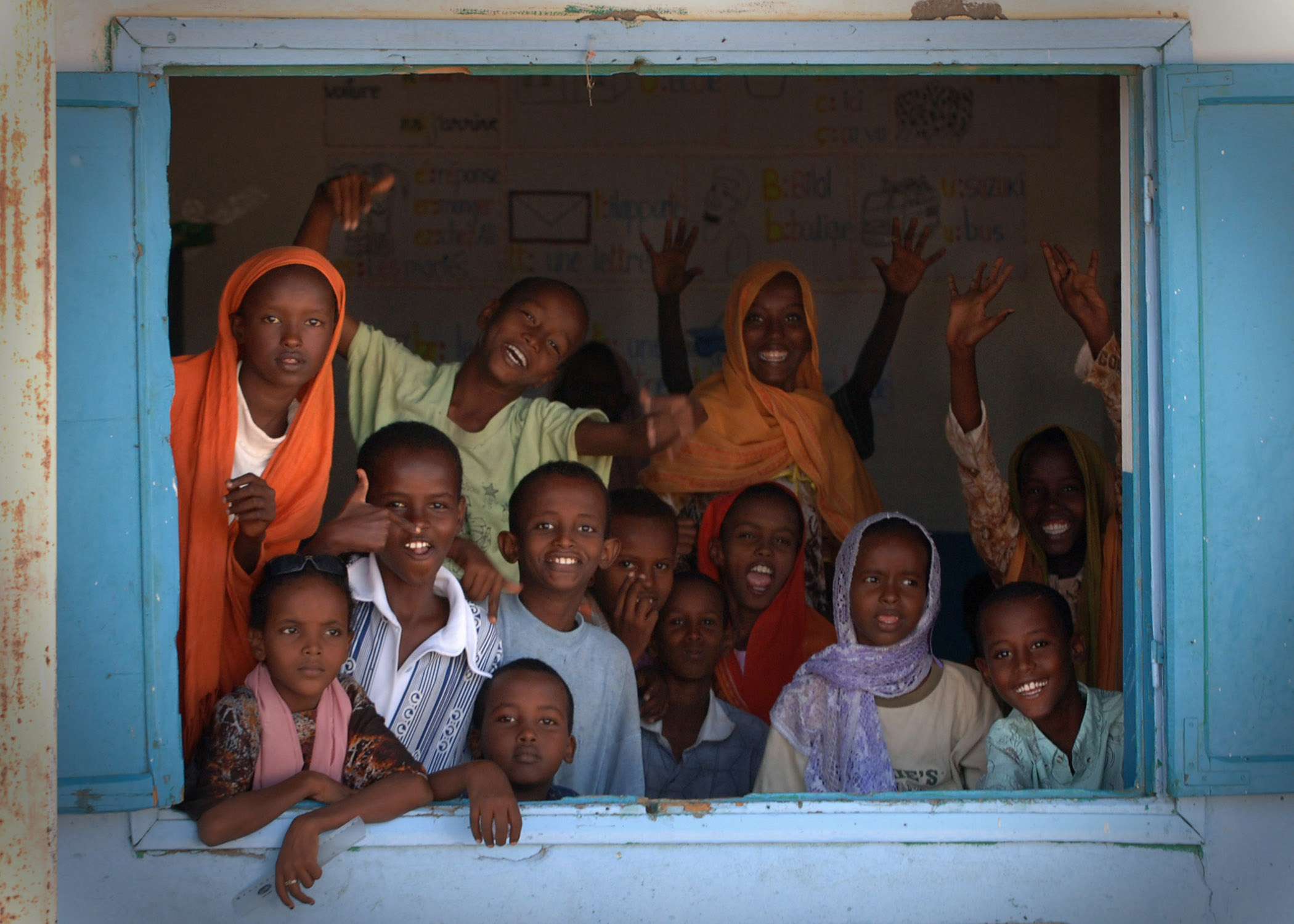
تلاميذ بمنطقة «بلبالا»

ينقسم سكانها إلى مجموعتين رئيسيتين وهما القومية العفر وقبيلة عيسى وتشكل القومية العفر ربع سكان العاصمة وأما باقي السكان فمن قبيلة عيسى كما توجد عدة أقليات هاجرت من صومال وإثيوبيا لجوءا من الحروب الأهلية، ويجعل موقعها منها مدينة تجذب المهاجرين.

## دور العبادة

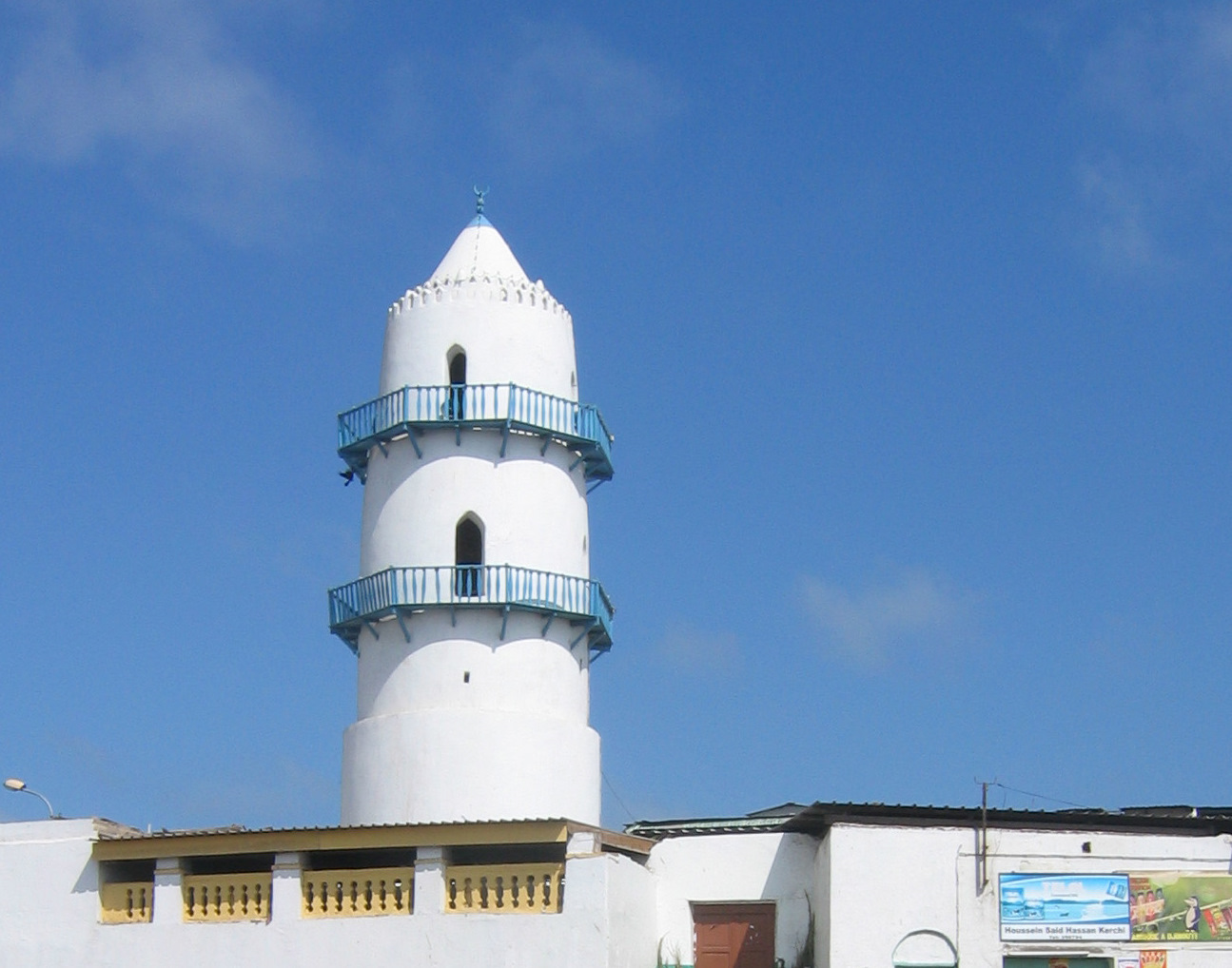
مئذنة مسجد بجيبوتي

## التعليم

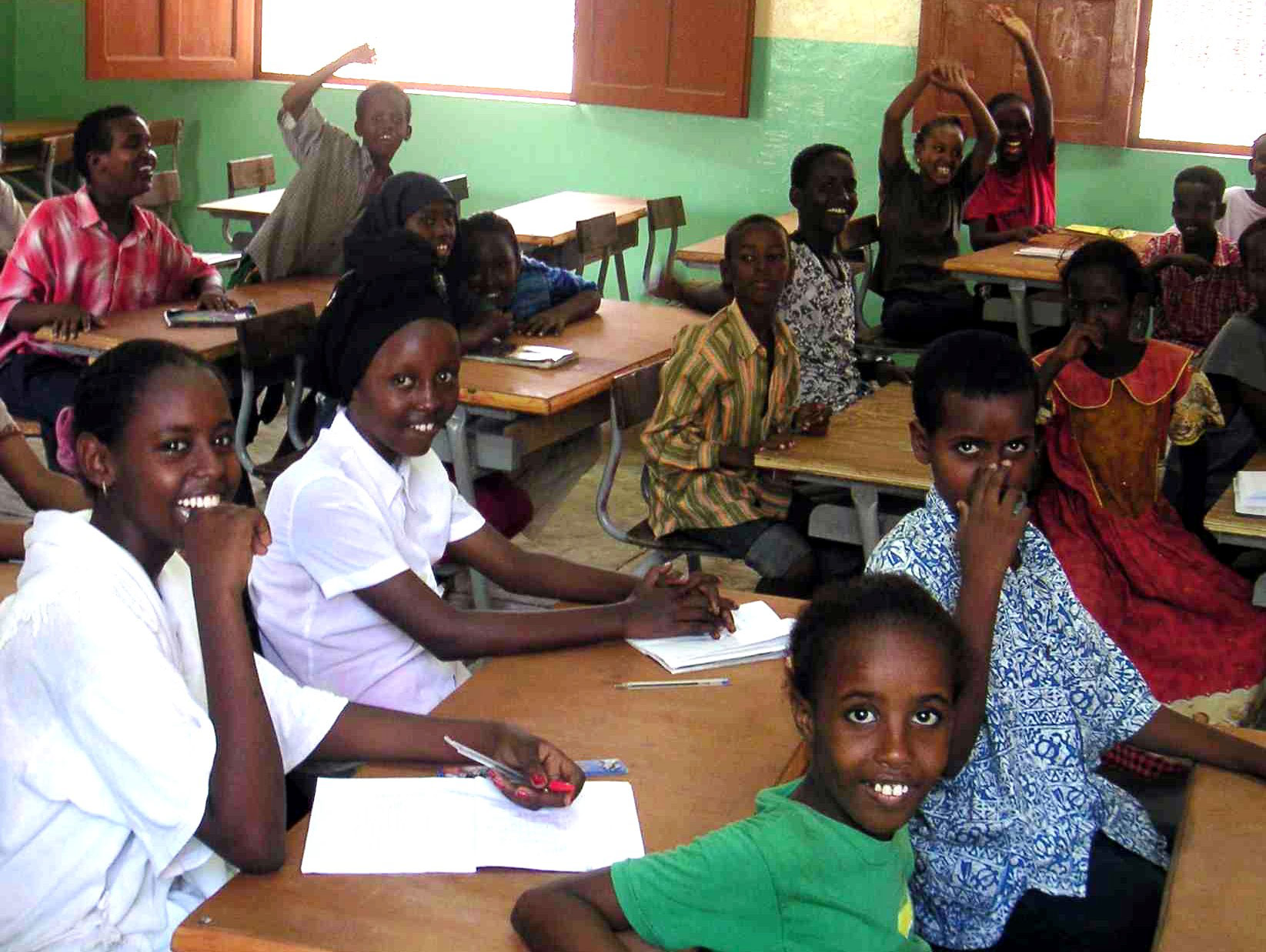
فصل مدرسي في جيبوتي

## معرض صور

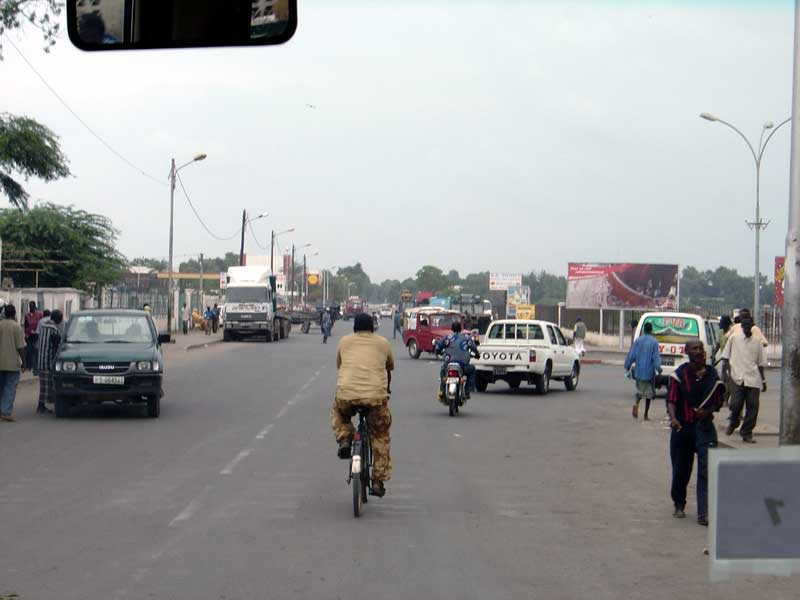
إحدى طرقات المدينة
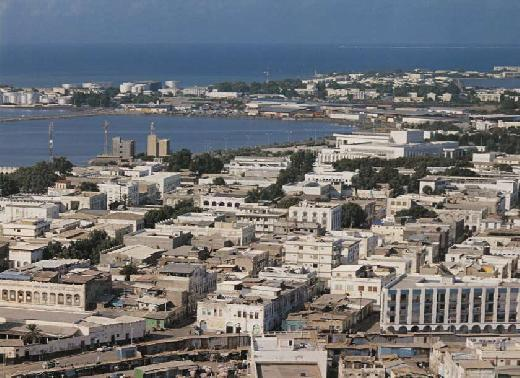
مشهد عام لمركز المدينة
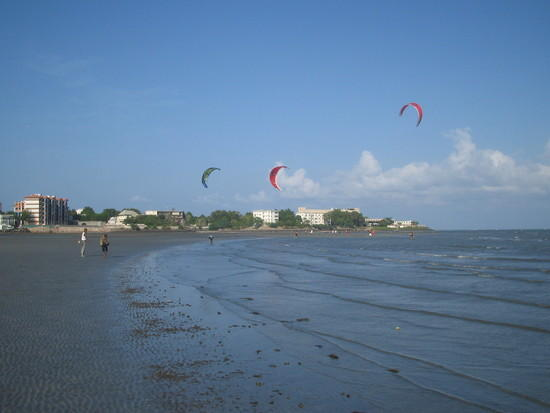
أحد شواطئ المدينة
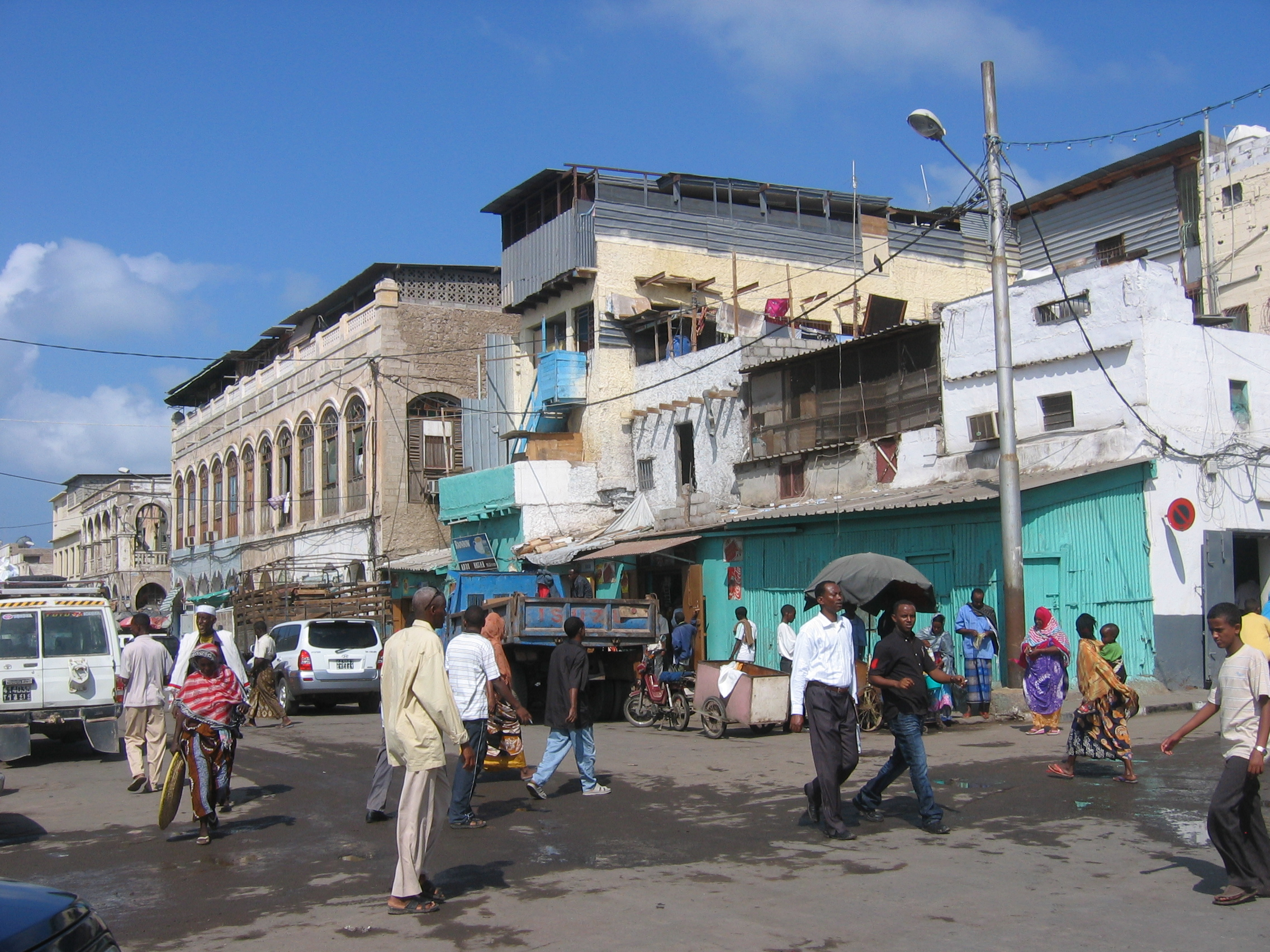
جانب من الحياة اليومية

## التوأمة
| البلد            | المدينة                   |
| ---------------- | ------------------------- |
| إيطاليا          | ريميني                    |
| جزر المالديف     | ماليه                     |
| الولايات المتحدة | كي ويست (فلوريدا)         |
| مالطا            | الرباط                    |
| مصر              | السويس                    |
| السعودية         | جازان                     |
| السودان          | بورتسودان                 |
| اليمن            | عدن                       |
| سلوفينيا         | إيزولا                    |
| الولايات المتحدة | كايلوا-كونا               |
| المكسيك          | لا باز (المكسيك)          |
| إسبانيا          | الجزيرة الخضراء (إسبانيا) |
| السودان          | الخرطوم                   |
| نيكاراغوا        | غرناطة (نيكاراغوا)        |

## وصلات خارجية
- مركز خدمات التنمية